# 日本サンボ連盟
一般社団法人日本サンボ連盟は日本におけるサンボを統括する国内競技連盟であり、日本ワールドゲームズ協会、日本格闘競技連盟、国際サンボ連盟に加盟している。

## 日本サンボのあゆみ
1963年9月、当時日本アマチュアレスリング協会の会長であった八田一朗は「ソ連のレスリングの強さの秘密はサンボにある」と、レスリングの強化策にサンボの導入を試み、1963年にはソ連レスリング選手団と共に4名のサンビストを初来日させた。当時、日本国民はサンボに関する知識をまったく持っていなかったが、4名のサンビストは前橋、神戸、横浜、東京各地で柔道選手と柔道の交流試合をした。これは日本柔道界への警鐘的役割も果たした。
1965年9月、八田一朗はサンボ競技を日本に根づかせようと日本サンボ連盟を設立し、会長に就任。常務理事に就任した古賀正一（ビクトル古賀）をソ連に派遣し、自らサンボ修行に励む傍ら日本とソ連の交流パイプを構築し、日本サンボの要としてサンボ普及に取り組んだ。
1965年1月、日本サンボ連盟は国内最初の大会「東日本サンボ選手権大会」を東京の代々木体育館で開催。数多くのレスリング選手と柔道選手の参加のあった盛大な大会であった。また、この大会は猪狩則男（当時の日本レスリング協会理事長）の尽力によってテレビ放映され、「サンボ」の名は広まりを見せた。さらに同年8月、「第1回全日本サンボ選手権大会」が岩手県盛岡市で開催された。
日本レスリング協会主導型であった当時の日本サンボ連盟は、全日本柔道連盟や講道館との連携に難航するも、全日本サンボ選手権を毎年開催し、ソ連に選手を派遣していたものの、有力な柔道選手やレスリング選手の参加が求められるところであった。そこで日本サンボ連盟は抜本的な改革に着手した。当時、日本サンボ連盟の理事長・笹原正三と常務理事の古賀正一、東京オリンピック柔道金メダリストの猪熊功との間で、「日本におけるサンボ競技」について会談があり、続いて全日本柔道連盟の要職にあった渡辺利一郎との会合から国際柔道連盟会長の松前重義を会長に迎え、最高顧問に八田一朗が就任して新たな出発をすることとなった。
その間、1970年の全ソサンボ選手権に岩釣兼生が優勝、1971年のヨーロッパサンボ選手権で佐藤宣践が優勝するなど日本から有力選手の派遣を行っていた。そして国際サンボ連盟が設立されることとなり、1972年イギリスのマンチェスターで記念すべき第1回「FILA世界サンボ選手権」が開催された。この大会に68㎏級で出場した古賀正一が優勝し、日本に光明を与えた。順風満帆に運営されていた日本サンボ連盟であったが、一時的に体調を崩した松前重義が八田一朗に会長就任を要請し、ここから八田一朗は没するまでこの任にあった。その後、ベースボールマガジン社の創設者である池田恒雄、世界サンボ連盟名誉会長の堀米泰文、井柳学らが会長の任にあたり、1988年5月には東京・代々木第一体育館で日本ではじめての国際大会であるサンボワールドカップ開催、1996年11月には東京・代々木第一体育館で世界サンボ選手権が開催された。国内大会では毎年、全日本サンボ選手権・東日本サンボ選手権・愛知県オープン大会・青森県オープン大会・近畿オープン大会等全国各地で開催されるようになった。これに伴い、サンボを指導する道場やクラブチームなどが新設され、技術講習会なども開催された。近年ではサンボ選手が総合格闘技やプロレスに出場し、また、プロレスラーがサンボの技術を採り入れるなどで、一般的な認知度も高くなったところである。
2013年7月にロシア連邦カザン市で開催される大学生のオリンピックであるユニバーシアード大会にサンボ競技が公開競技として採用されることになった。すると「日本からぜひ、強いサンボチームを」と自国のサンボと日本の柔道をこよなく愛するロシア連邦のウラジーミル・プーチン大統領からの呼びかけがあった。
2012年1月、日露友好関係を深め世界平和に貢献することを旗印にし日本サンボ連盟は一般社団法人格を取得し、会長に近藤正明が就任。(財)日本レスリング協会会長の福田富昭、全日本学生柔道連盟副会長佐藤宣践を特別顧問にむかえ同連盟のリニューアルをおこなった。
2013年2月2日、埼玉県上尾市・埼玉県立武道館において、ユニバーシアード大会サンボ競技の日本代表選手選考を兼ねたプーチン大統領杯サンボ選手権大会が開催された。日本全国から多数の学生柔道選手とレスリング選手、総合格闘技選手、サンボ選手が一同し、熱戦が繰り広げられた。

## 関連団体
- FIAS(国際サンボ連盟)

## 会員
- 賛助会員 - 日本サンボ連盟の趣旨に賛同し、連盟の運営を支援する個人及び法人　http://www.japan-sambo.com/sanjo/index.html